# 黃維清
黃維清（?—?），廣西省梧州府懷集縣人，清朝政治人物。同進士出身。
光緒三年（1877年），参加丁丑科殿試，登進士三甲第128名。同年五月，經吏部掣簽，授即用知縣。